# Ideobisium balzanii
Espèce
Ideobisium balzanii est une espèce de pseudoscorpions de la famille des Syarinidae.

## Distribution
Cette espèce est endémique des Antilles. Elle se rencontre à Saint-Vincent-et-les-Grenadines, à la Dominique et en Guadeloupe.

## Description
Ideobisium balzanii mesure de 1,47 à 2,18 mm.

## Étymologie
Cette espèce est nommée en l'honneur de Louis Balzan.

## Publication originale
- With, 1905 : On Chelonethi, chiefly from the Australian region, in the collection of the British Museum, with observations on the "coxal sac" and on some cases of abnormal segmentation. Annals and Magazine of Natural History, sér. 7, vol. 15, p. 94-143 (texte intégral).